# Carl Alvar Wirtanen
Carl Alvar Wirtanen, ameriški astronom, * 11. november 1910, Kenosha, Wisconsin, ZDA, † 7. marec 1990, Santa Cruz, Kalifornija, ZDA.

## Delo
Deloval je na Observatoriju Lick.
Odkril je periodični komet 46P/Wirtanen in osem asteroidov. Med odkritimi asteroidi je tudi apolonski asteroid 29075 1950 DA za katerega trdijo, da bo leta 2880 padel na Zemljo. Odkril je še dva apolonska asteroida 1685 Toro in 1863 Antinous.